# Cabiúnas
Cabiúnas é um bairro de Macaé, a 165 km da capital do estado do Rio de Janeiro.
Neste bairro se localiza um terminal da Transpetro, além de ter o Polo Industrial Cabiúnas. O acesso se dá pelas rodovias Amaral Peixoto, RJ-178 e BR-101.
O bairro também possui um acesso ferroviário pela Linha do Litoral da antiga Estrada de Ferro Leopoldina, porém estando sob concessão da Ferrovia Centro-Atlântica para o transporte de cargas. Desde 1984, quando pertencia à Rede Ferroviária Federal (RFFSA), que não há mais o tráfego de trens de passageiros pela ferrovia na região.